# Laguna del Jocotal
La Laguna El Jocotal se encuentra ubicada al sudeste de El Salvador, abarca a los municipios de El Tránsito, San Miguel y Chirilagua, en el departamento de San Miguel, y el municipio de Jucuarán, en el departamento de Usulután. Cuenta con una extensión de 4479 ha y su altitud varía entre 30 y 470 msnm (parte más elevada del volcán Chaparrastique, San Miguel).
Ha recibido diferentes distinciones por la riqueza de su biodiversidad: en 1976 como área natural protegida. En 1983 se declaró como un “santuario de aves” y como primer sitio “Ramsar” en 1996, estos reconocimientos la convierten como un atractivo turístico de El Salvador.
Sus habitantes en su mayoría se dedican a la pesca la cual combinan con los trabajos agrícolas, existe una cooperativa pesquera, formada por más de 250 miembros, también han formado un comité que se encarga de brindar la limpieza en la zona del embarcadero, por lo que hacen un llamado a no tirar la basura al aire libre, sino en los respectivos depósitos.
La Laguna es básicamente de depresión, formada por las aguas subterráneas del manto de lava del volcán Chaparrastique, cuenta con dos drenajes, uno natural y otro artificial, ambos drenan hacia el Río grande de San Miguel.

## Sitio Ramsar
El humedal y área natural protegida El Jocotal, declarado el 22 de enero de 1996 sitio Ramsar por su importancia ecológica, duplicó su extensión en 2,908 hectáreas al agregarse el terreno donde se conserva la lava volcánica del volcán Chaparrastique, las aguas termales aledañas y la laguna San Juan.
Ahora este complejo ubicado entre San Miguel y Usulután con una población superior a las 20,000 aves acuáticas de 100 especies migratorias y residentes abarca un área de 4,479 hectáreas.
El reconocimiento de las zonas anexadas fue dado por la Secretaría de la Convención Ramsar en diciembre de 2012, informó el Ministerio de Medio Ambiente y Recursos Naturales (MARN). El complejo El Jocotal fue el primer sitio Ramsar de El Salvador en recibir dicha categoría, pero es el número 970 en la lista internacional de un total de 2,087.

## Características
El Jocotal es un ecosistema muy valioso para la flora, la fauna y las personas residentes en sus riberas; genera importantes beneficios a 3,500 personas que desarrollan actividades en la laguna que depura y almacena agua.
También sirve como controlador de inundaciones, para fijación de carbono y regulación climática, se produce madera, se explota la agricultura, hay pesca y tiene potencial turístico.
El MARN ubica a este humedal en la región hidrográfica I, que comprende la cuenca del río Grande de San Miguel, con un bosque seco propio de Centroamérica que alberga árboles como sauce llorón, amate, capulamate, salamote, amate de río, hule, iscanal, aguijote, huesito y huiscoyol.
Alberga también pequeños rodales de mangle de agua dulce que están amenazados y sirve como refugio de caimanes y cocodrilos, catalogados como especies en peligro de extinción en el país.
De las aves son típicas en la laguna: gavilán caracolero, pelícano blanco, zarceta, gallito de agua, pato; así como las especies guapote pando, guapote de ojos rojos y tortuga terrestre. Entre los peces destacan mojarra negra, guapotes y burritas.

## Amenazas
Dicho ecosistema tiene diversos problemas que amenazan su natural desarrollo, los más críticos son la presencia del jacinto de agua y las inundaciones en épocas de lluvia lo que incide en: azolvamiento del área, bajos niveles de oxígeno en el agua en cierta época, arrastre de desechos sólidos y manejo hidráulico complejo.
Su adecuada conservación es vital para prevenir desastres naturales, principalmente los originados por el desbordamiento del río Grande de San Miguel.
Con el objetivo de proteger y recuperar este humedal el MARN presentó recientemente un plan operativo, que conlleva mejorar las condiciones de salud de las comunidades a través del establecimiento de un sistema de recolección de desechos sólidos y la implementación de un proyecto de tratamiento y disposición final de aguas residuales.
Se apostará al desarrollo sostenible de la agricultura y la pesca para crear oportunidades económicas adaptadas al cambio climático y la reducción de riesgos por eventos naturales a través de programas de producción agrícola silvopastoril.
La laguna se ve afectada ya que está en estado de Eutrofización pero El Ministerio de Medio Ambiente está interviniendo en retirar los bancos de Eichornia crassipes que afectan a los peces quitándoles el oxígeno.

## Especies de peces
- Poecilia sphenops
- Astyanax fasciatus
- Cichlasoma nigrofasciatus
- Parachromis managuensis
- Cichlasoma trimaculatum
- Amphilophus macracanthus
- Roeboides bouchellei
- Ariopsis guatemalensis
- Rhamdia quelen
- Oreochromis niloticus
- Oreochromis mossambicus